# Verrucaria microsporoides
Verrucaria microsporoides är en lavart som beskrevs av Nyl. Verrucaria microsporoides ingår i släktet Verrucaria och familjen Verrucariaceae.   Inga underarter finns listade i Catalogue of Life.